# 帖木儿古兰经手稿
《帖木儿古兰经手稿》，又称为《阿奎云鲁古兰经手稿》，属于公元15世纪伊朗帖木儿帝国所《古兰经》本，本书纸料为明朝制品。2020年6月25日，被佳士得拍卖，价钱7016250英鎊。

## 描述
《帖木儿古兰经手稿》含有534页，尺寸为22.6 x 15.5厘米，彩色纸张，主要由明代制造的染色金斑点纸组成。纸中注入了铅白，被描述为具有柔软和丝状的质感。色彩含有粉红、紫、橘、蓝及碧色。页面含有山水、鸟、植物画图。页面上阿拉伯文为誊抄体，苏拉及三十段标题为三一体。

## 争议
有学者谴责手稿的拍卖，认为是破坏手稿历史、文化、精神价值。另有指责佳士得（Christie）在1980年代之前隐藏其细节，可能有掩盖抢劫和贩运情况。